# Cisewu (plaats)
Cisewu is een bestuurslaag in het regentschap Garut van de provincie West-Java, Indonesië. Cisewu telt 7410 inwoners (volkstelling 2010).